# Farbenspiel
 (mars 2015).
Si vous disposez d'ouvrages ou d'articles de référence ou si vous connaissez des sites web de qualité traitant du thème abordé ici, merci de compléter l'article en donnant les références utiles à sa vérifiabilité et en les liant à la section « Notes et références ».
Farbenspiel est le sixième album studio d'Helene Fischer. L'album est sorti le 4 octobre 2013 et atteint dès la première semaine la première place dans les charts en Allemagne. Il se tient en tête des charts plusieurs semaines durant trois années consécutives : 2013 (3 semaines), 2014 (11 semaines) et 2015 (1 semaine). Il est également en tête du classement des albums en Autriche et en Suisse. Il atteint la 28e place en Belgique et la 4e au Danemark. À la fin de l'année 2013, l'album est classée 2e mondial. Fin 2015, l'album est certifié en Allemagne 11 fois disque de platine et fait ainsi partie des albums les plus vendus dans ce pays depuis 1975.
L'album est certifié en Allemagne 13 fois platine en janvier 2023 pour 2 600 000 ventes. Il contient le gros succès Atemlos durch die Nacht (de) (38 semaines dans le top 10), certifié diamant en 2015, ainsi que d'autres hits mineurs : Mit keinem andern, Unser Tag et Fehlerfrei (titres certifiés or en 2023). 

## Chansons
| N° | Titre                                                                     | Durée |
| -- | ------------------------------------------------------------------------- | ----- |
| 1  | Fehlerfrei                                                                | 3:38  |
| 2  | Mit keinem andern                                                         | 3:42  |
| 3  | So kann das Leben sein                                                    | 4:01  |
| 4  | Marathon                                                                  | 3:47  |
| 5  | Atemlos durch die Nacht                                                   | 3:39  |
| 6  | Der Augenblick                                                            | 4:14  |
| 7  | Te Quiero                                                                 | 3:38  |
| 8  | Captain meiner Seele                                                      | 3:37  |
| 9  | In diesen Nächten                                                         | 4:20  |
| 10 | Feuerwerk                                                                 | 3:40  |
| 11 | Ehrlich und klar                                                          | 4:02  |
| 12 | Wunder dich nicht                                                         | 3:51  |
| 13 | Auf der Suche nach mir                                                    | 4:09  |
| 14 | Alice im Wunderland                                                       | 3:59  |
| 15 | Unser Tag                                                                 | 3:35  |
| 16 | Ein kleines Glück                                                         | 3:40  |
| 17 | Weit über's Meer (avec Santiano - titre bonus)                            | 3:09  |
| 18 | How Am I Supposed to Live Without You (avec Michael Bolton - titre bonus) | 4:46  |